# 格兰巴赫
格兰巴赫是奥地利施蒂利亚州格拉茨城郊县的一个市镇。总面积6.94平方公里，总人口1512人，人口密度217.9人/平方公里（2001年）。